# 9e étape du Tour de France 2008
Pour un article plus général, voir Tour de France 2008.
La 9e étape du Tour de France 2008 s'est déroulée le 13 juillet. Le parcours de 224 km reliait Toulouse à Bagnères-de-Bigorre.
Les coureurs ont franchi deux cols de 1re catégorie pour la première fois dans ce tour.

## Profil de l'étape
Cette neuvième étape est la première étape pyrénéenne du Tour 2008. La première moitié du parcours est relativement plate. Au départ de Toulouse, il se dirige vers le sud en remontant la Lèze en passant par Saint-Sulpice-sur-Lèze, où se trouve le premier sprint intermédiaire, jusqu'à Lézat-sur-Lèze en Ariège où le peloton fait un bref passage pour emprunter la côte de Saint-Pey (4e catégorie) et revenir dans la Haute-Garonne. La côte de Sainte-Quitterie (4e cat.) est située 4 km plus loin. À partir de Carbonne, le peloton remonte la Garonne, puis le Salat de Roquefort-sur-Garonne à Mane. Le tracé bifurque ensuite vers l'est pour trouver la côte de Mane (4e cat.), puis le col de Buret (4e cat.) et le col des Ares (3e cat.) précédés du sprint de Sengouagnet.
Après avoir retrouvé la Garonne à Fronsac, le parcours remonte la Pique jusque Bagnères-de-Luchon. Les deux principales difficultés du jour commencent alors. Le col de Peyresourde, point culminant de l'étape (1 569 m, 1re cat.) marque le passage dans le département des Hautes-Pyrénées. La descente mène à Arreau, où débute l'ascension du col d'Aspin (1re cat.), situé à 1 489 mètres. Les 26 derniers kilomètres, en descente, mènent à Bagnères-de-Bigorre où se situe l'arrivée.

## La course
Un trio constitué par Aliaksandr Kuschynski, Sebastian Lang et Nicolas Jalabert s'échappe dès le 22e kilomètre. Ils franchissent en tête les deux premières côtes et comptent jusqu'à 14 min 20 s d'avance. Cadel Evans chute, il est touché au coude, à l’épaule et au genou. Sebastian Lang part seul dans le col de Peyresourde, derrière lui David de la Fuente et Maxime Monfort se détachent, le peloton accuse un retard de 5 min 25 s au sommet.
Riccardo Riccò démarre seul sur les pentes du col d'Aspin, à 5 km du col. Il passe au sommet avec une avance de 1 min 15 s sur le groupe Maillot Jaune et conserve cet avantage jusqu'à l'arrivée.
Finalement, le vainqueur de l'étape, l'Italien Riccardo Ricco, contrôlé positif à l'EPO, est écarté du tour à l'annonce de la révélation du contrôle positif le 17 juillet 2008, puis déclassé. À cause de cela, le deuxième arrivant, Vladimir Efimkin du l'équipe AG2R La Mondiale doit être vu comme le vainqueur de cette étape.

## Sprints intermédiaires
| Premier   | Aliaksandr Kuschynski | 6 pts. |
| Deuxième  | Nicolas Jalabert      | 4 pts. |
| Troisième | Sebastian Lang        | 2 pts. |

| Premier   | Nicolas Jalabert      | 6 pts. |
| Deuxième  | Aliaksandr Kuschynski | 4 pts. |
| Troisième | Sebastian Lang        | 2 pts. |

## Côtes
| Premier   | Sebastian Lang        | 3 pts. |
| Deuxième  | Aliaksandr Kuschynski | 2 pts. |
| Troisième | Nicolas Jalabert      | 1 pts. |

| Premier   | Sebastian Lang        | 3 pts. |
| Deuxième  | Nicolas Jalabert      | 2 pts. |
| Troisième | Aliaksandr Kuschynski | 1 pts. |

| Premier   | Sebastian Lang        | 3 pts. |
| Deuxième  | Nicolas Jalabert      | 2 pts. |
| Troisième | Aliaksandr Kuschynski | 1 pts. |

| Premier   | Sebastian Lang        | 3 pts. |
| Deuxième  | Aliaksandr Kuschynski | 2 pts. |
| Troisième | Nicolas Jalabert      | 1 pts. |

| Premier   | Sebastian Lang        | 4 pts. |
| Deuxième  | Aliaksandr Kuschynski | 3 pts. |
| Troisième | Nicolas Jalabert      | 2 pts. |
| Quatrième | Samuel Dumoulin       | 1 pts. |

| Premier   | Sebastian Lang        | 15 pts. |
| Deuxième  | Aliaksandr Kuschynski | 13 pts. |
| Troisième | Nicolas Jalabert      | 11 pts. |
| Quatrième | David de la Fuente    | 9 pts.  |
| Cinquième | Maxime Monfort        | 8 pts.  |
| Sixième   | Luis León Sánchez     | 7 pts.  |
| Septième  | Mikel Astarloza       | 6 pts.  |
| Huitième  | Matteo Carrara        | 5 pts.  |

| - 7. Col d'Aspin, 1re catégorie (kilomètre 198,5) \| Premier \| Riccardo Riccò \| 30 pts. \| \| Deuxième \| Sebastian Lang \| 26 pts. \| \| Troisième \| Bernhard Kohl \| 22 pts. \| \| Quatrième \| David de la Fuente \| 18 pts. \| \| Cinquième \| Vincenzo Nibali \| 16 pts. \| \| Sixième \| Óscar Pereiro \| 14 pts. \| \| Septième \| Denis Menchov \| 12 pts. \| \| Huitième \| Samuel Sánchez \| 10 pts. \| |                    |         |
| Premier | Riccardo Riccò     | 30 pts. |
| Deuxième | Sebastian Lang     | 26 pts. |
| Troisième | Bernhard Kohl      | 22 pts. |
| Quatrième | David de la Fuente | 18 pts. |
| Cinquième | Vincenzo Nibali    | 16 pts. |
| Sixième | Óscar Pereiro      | 14 pts. |
| Septième | Denis Menchov      | 12 pts. |
| Huitième | Samuel Sánchez     | 10 pts. |

## Classement de l'étape

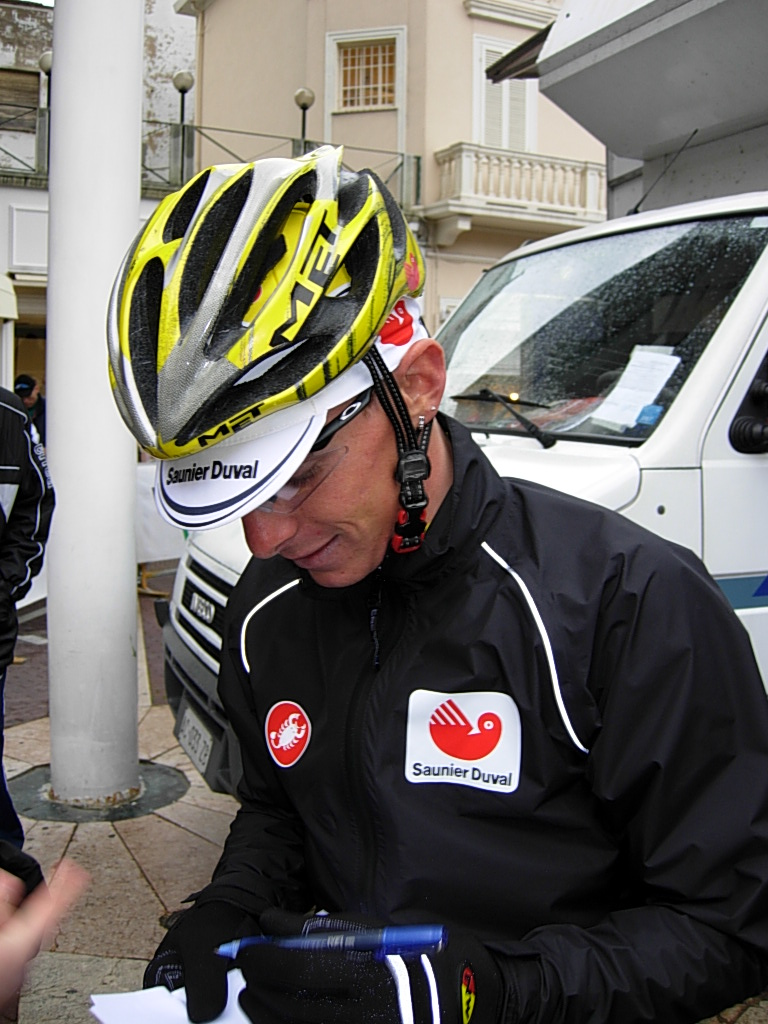
Riccardo Riccò

| Classement de la 9e étape | Classement de la 9e étape | Classement de la 9e étape | Classement de la 9e étape | Classement de la 9e étape |
|                           | Coureur                   | Pays                      | Équipe                    | Temps                     |
| ------------------------- | ------------------------- | ------------------------- | ------------------------- | ------------------------- |
| 1er                       | Riccardo Riccò            | ITA                       | Saunier Duval-Scott       | en 5 h 39 min 28 s        |
| 2e                        | Vladimir Efimkin          | RUS                       | AG2R-La Mondiale          | + 1 min 04 s              |
| 3e                        | Cyril Dessel              | FRA                       | AG2R-La Mondiale          | + 1 min 17 s              |
| 4e                        | Dmitriy Fofonov           | KAZ                       | Crédit agricole           | + 1 min 17 s              |
| 5e                        | Christian Knees           | GER                       | Team Milram               | + 1 min 17 s              |
| 6e                        | Maxime Monfort            | BEL                       | Cofidis                   | + 1 min 17 s              |
| 7e                        | Alejandro Valverde        | ESP                       | Caisse d'Épargne          | + 1 min 17 s              |
| 8e                        | Roman Kreuziger           | CZE                       | Liquigas                  | + 1 min 17 s              |
| 9e                        | Damiano Cunego            | ITA                       | Lampre                    | + 1 min 17 s              |
| 10e                       | Yaroslav Popovych         | UKR                       | Silence-Lotto             | + 1 min 17 s              |
| modifier                  |                           |                           |                           |                           |

## Classement général
| Classement général | Classement général    | Classement général | Classement général | Classement général  |
|                    | Coureur               | Pays               | Équipe             | Temps               |
| ------------------ | --------------------- | ------------------ | ------------------ | ------------------- |
| 1er                | Kim Kirchen           | LUX                | Team Columbia      | en 38 h 07 min 19 s |
| 2e                 | Cadel Evans           | AUS                | Silence-Lotto      | + 06 s              |
| 3e                 | Christian Vande Velde | USA                | Garmin Chipotle    | + 44 s              |
| 4e                 | Stefan Schumacher     | GER                | Gerolsteiner       | + 56 s              |
| 5e                 | Denis Menchov         | RUS                | Rabobank           | + 1 min 03 s        |
| 6e                 | Alejandro Valverde    | ESP                | Caisse d'Épargne   | + 1 min 12 s        |
| 7e                 | Stijn Devolder        | BEL                | Quick Step         | + 1 min 21 s        |
| 8e                 | Óscar Pereiro         | ESP                | Caisse d'Épargne   | + 1 min 21 s        |
| 9e                 | Samuel Sánchez        | ESP                | Euskaltel-Euskadi  | + 1 min 27 s        |
| 10e                | Carlos Sastre         | ESP                | Team CSC Saxo Bank | + 1 min 34 s        |
| modifier           |                       |                    |                    |                     |

## Classements annexes

### Classement par points
| Classement par points | Classement par points | Classement par points | Classement par points | Classement par points |
| --------------------- | --------------------- | --------------------- | --------------------- | --------------------- |
|                       | Coureur               | Pays                  | Équipe                | Point(s)              |
| 1er                   | Kim Kirchen           | LUX                   | Team Columbia         | 123 points            |
| 2e                    | Óscar Freire          | ESP                   | Rabobank              | 119 pts               |
| 3e                    | Thor Hushovd          | NOR                   | Crédit agricole       | 105 pts               |
| modifier              |                       |                       |                       |                       |

### Classement de la montagne
| Classement du meilleur grimpeur | Classement du meilleur grimpeur | Classement du meilleur grimpeur | Classement du meilleur grimpeur | Classement du meilleur grimpeur |
| ------------------------------- | ------------------------------- | ------------------------------- | ------------------------------- | ------------------------------- |
|                                 | Coureur                         | Pays                            | Équipe                          | Point(s)                        |
| 1er                             | David de la Fuente              | ESP                             | Saunier Duval-Scott             | 61 points                       |
| 2e                              | Sebastian Lang                  | GER                             | Gerolsteiner                    | 57 pts                          |
| 3e                              | Riccardo Riccò                  | ITA                             | Saunier Duval-Scott             | 50 pts                          |
| modifier                        |                                 |                                 |                                 |                                 |

### Classement du meilleur jeune
| Classement général du meilleur jeune | Classement général du meilleur jeune | Classement général du meilleur jeune | Classement général du meilleur jeune | Classement général du meilleur jeune |
|                                      | Coureur                              | Pays                                 | Équipe                               | Temps                                |
| ------------------------------------ | ------------------------------------ | ------------------------------------ | ------------------------------------ | ------------------------------------ |
| 1er                                  | Andy Schleck                         | LUX                                  | Team CSC Saxo Bank                   | en 38 h 09 min 17 s                  |
| 2e                                   | Maxime Monfort                       | BEL                                  | Cofidis                              | + 09 s                               |
| 3e                                   | Roman Kreuziger                      | CZE                                  | Liquigas                             | + 22 s                               |
| modifier                             |                                      |                                      |                                      |                                      |

### Classement par équipes
| Classement par équipes | Classement par équipes | Classement par équipes | Classement par équipes |
|                        | Équipe                 | Pays                   | Temps                  |
| ---------------------- | ---------------------- | ---------------------- | ---------------------- |
| 1re                    | Team CSC Saxo Bank     | Danemark               | en 114 h 24 min 23 s   |
| 2e                     | Caisse d'Épargne       | Espagne                | + 3 min 29 s           |
| 3e                     | Saunier Duval-Scott    | Espagne                | + 4 min 47 s           |
| modifier               |                        |                        |                        |

### Combativité
Sebastian Lang (Gerolsteiner)